# ویندوز فون ۸٫۱
ویندوز فون ۸٫۱ (به انگلیسی: Windows Phone 8.1) سیستم‌عامل مخصوص تلفن‌های همراه هوشمند است که توسط شرکت مایکروسافت منتشر شده است. این سیستم‌عامل که در تاریخ ۲ آوریل ۲۰۱۴ در کنفرانس بیلد مایکروسافت در سانفرانسیسکو معرفی شد نسل پیشین ویندوز فون شرکت مایکروسافت است. که جانشین آن ویندوز فون ۱۰ شد